# Plosjtsjad Aleksandra Nevskogo (metrostation)
Plosjtsjad Aleksandra Nevskogo (Russisch: Площадь Александра Невского) is een station van de metro van Sint-Petersburg.

## Ligging
Het station ligt onder het Plosjtsjad Aleksandra Nevskogo (Alexander Nevski-plein) aan de rand van het stadscentrum en is een overstapstation voor de Nevsko-Vasileostrovskaja-lijn (lijn 3) en de Pravoberezjnaja-lijn (lijn 4). Hoewel het station op beide lijnen dezelfde naam draagt - hetgeen ongebruikelijk is bij overstappunten in Russische metrosystemen - liggen de perrons op enige afstand van elkaar; de verbindingsgang tussen beide is zelfs de langste van de Petersburgse metro. Officieel wordt het overstapcomplex dan ook als twee stations beschouwd: Plosjtsjad Aleksandra Nevskogo-I (lijn 3) en Plosjtsjad Aleksandra Nevskogo-II (lijn 4).

## Plosjtsjad Aleksandra Nevskogo-I
Het station van de Nevsko-Vasileostrovskaja lijn werd geopend op 3 november 1967. Het ligt 54 meter onder de oppervlakte en is van het bouwtype "horizontale lift". Dit type stations beschikt over een centrale perronhal die door middel van automatische schuifdeuren van de sporen wordt gescheiden. De
toegangshal bevindt zich in het gebouw van het hotel "Moskva", tegenover de ingang van het Alexander Nevski-klooster. Aan het einde van de perronhal bevond zich oorspronkelijk een reliëf ter ere van Alexander Nevski. Het werk, dat vaak bespot wordt vanwege het feit dat het vijf ruiters op vier paarden toont, werd in 1985 verplaatst naar de verbindingsgang tussen de metrolijnen.

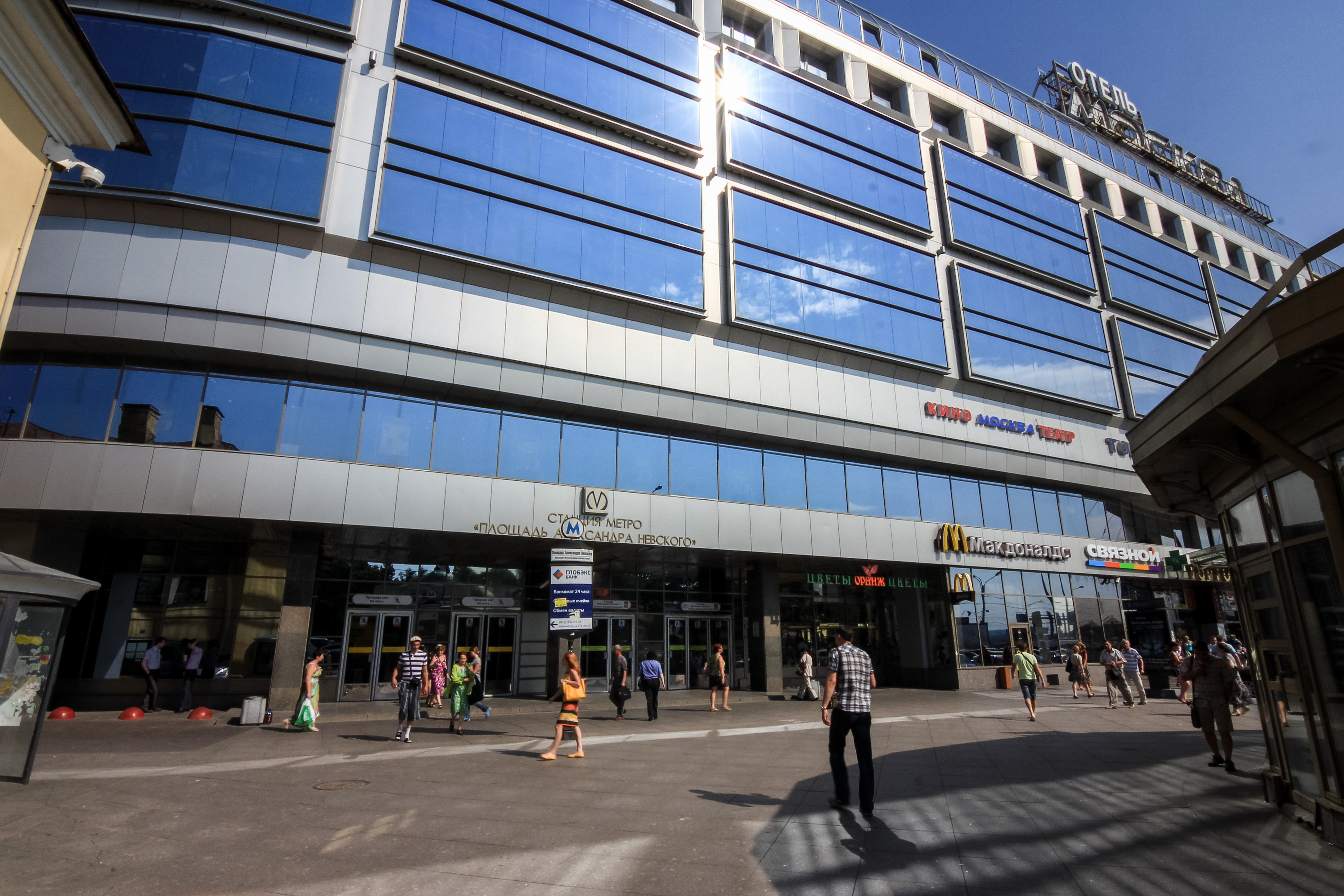
De bovengrondse ingang
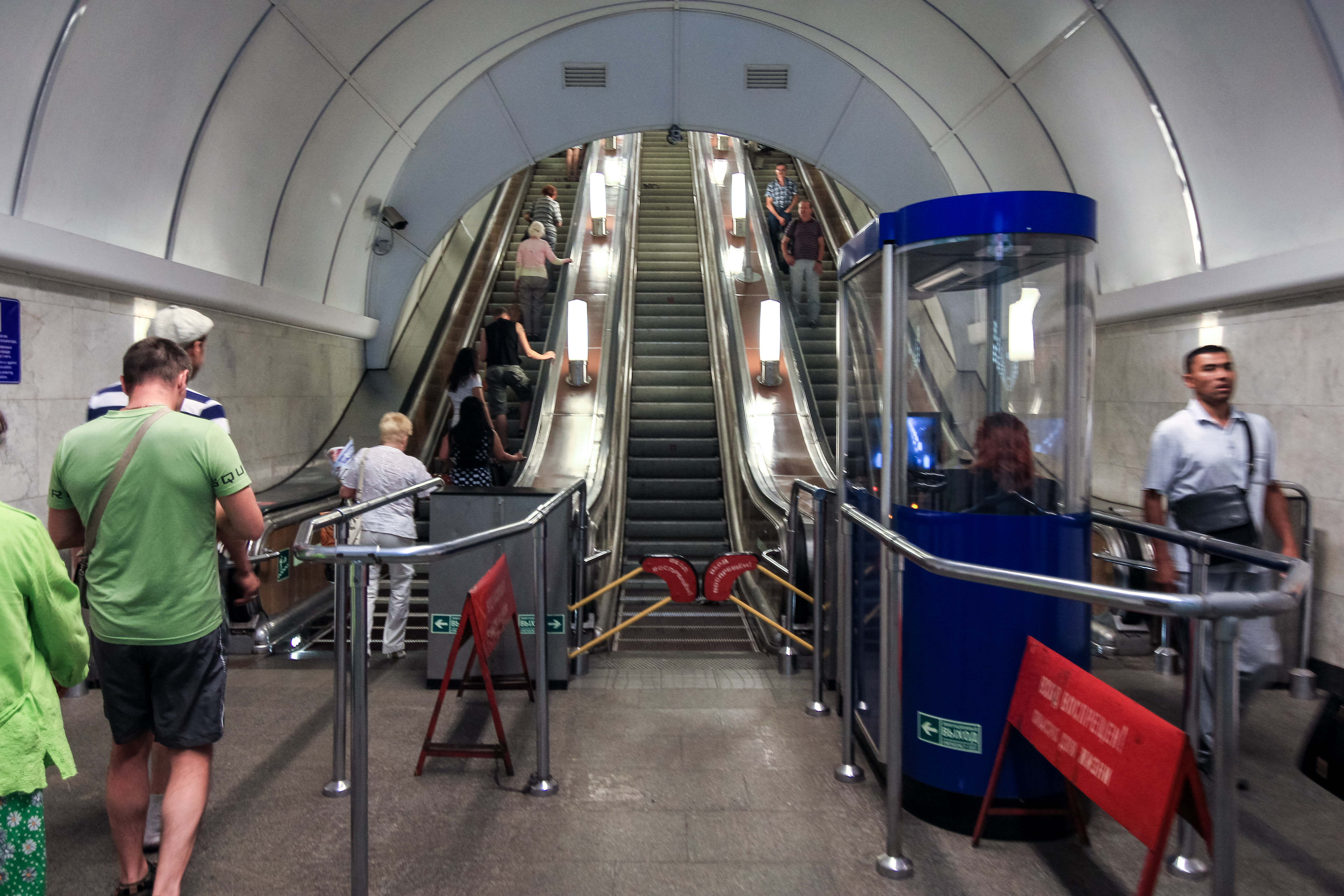
Onderaan de roltrappen
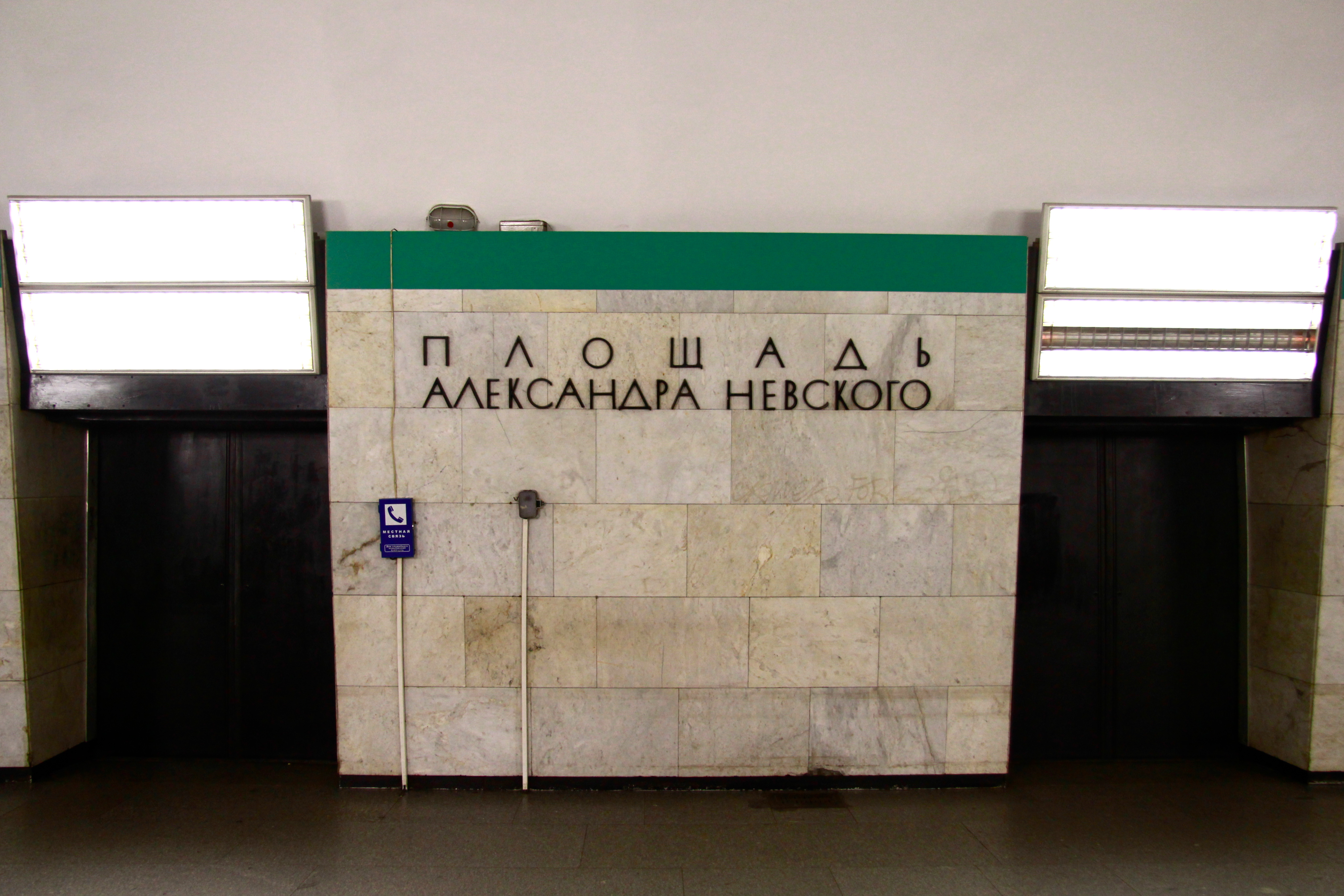
De perrondeuren tussen de pylonen